# Вулиця Чмелів Яр
Ву́лиця Чме́лів Яр — вулиця в Шевченківському районі міста Києва, місцевість Татарка. Пролягає від початку забудови до Лук'янівської вулиці.

## Історія
Вулиця виникла наприкінці XIX століття під назвою Чмелів Яр (від Чмелевого яру, який було частково засипано і в якому прокладено вулицю). Пролягала від Глибочицької вулиці до вулиці Стара Поляна. Прилучався Укісний провулок. У 1955 році частина вулиці отримала назву Трудова.
У 1980-х у зв'язку зі знесенням малоповерхової забудови та частковим переплануванням місцевості обидві вулиці були ліквідовані. Нині на місці зниклої вулиці Чмелів Яр — заключна ділянка Лук'янівської вулиці.
Однак у 2010-x роках вулиця Трудова знову з'явилася в офіційних документах міста, її було включено до офіційного довідника «Вулиці міста Києва» та містобудівного кадастру.
Один багатоповерховий житловий будинок має офіційну адресу вулиця Чмелів Яр, 7-А.
Сучасна (відновлена історична) назва, що походить від назви місцевості Чмелів яр — з лютого 2023 року.